# Marija Uršula Trošt
Marija Uršula Trošt, slovenska misijonarka, * 21. oktober 1913, Podbreg, Avstrijsko cesarstvo, † 27. februar 2001, Aman, Jordanija.

## Življenje in delo
Rodila se je kot Marija Trošt, 21. oktobra 1913, v letu pred prvo svetovno vojno, in bila dan pozneje krščena v župnijski cerkvi v župniji Št. Vid pri Vipavi (danes Podnanos), ki je takrat spadala v Nadškofijo Gorica, danes pa je župnija v škofiji Koper. V domači župniji je prejela tudi zakrament svete birme in zaključila osnovno šolo.
Do leta 1932, že pod Italijo, je bila pet let varuška na Siciliji pri švicarski slikarki Lily Giachery Daneu, ki ji je napisala zelo pohvalno priporočilo in poudarila, da se je domov vrnila na željo staršev. Doma je bila zaposlena kot kuharica v gostilni.
Leta 1935 je župniku izrazila željo, da bi šla v misijone, v Afriko. Pisala sta na Kongregacijo "De propaganda fide" (Za širjenje vere), za misijone torej, in odgovorili so ji, naj vstopi h kombonijankam oz. v misijonsko redovno družbo "Suore missionarie pie madri della Nigrizia". Družbo je v začetku leta 1872 ustanovil Daniele Comboni, italijanski misijonar, ki je v misijonu v Sudanu nasledil slovenskega misijonarja Ignacija Knobleharja.
Tako je 30. septembra 1936 vstopila v postulat (leto začetne priprave) v Veroni, saj so bili takrat, med obema vojnama, njeni domači kraji pod Italijo. 2. aprila 1937 je vstopila v noviciat v kraju Buccinigo d'Erba, ki leži blizu jezera Como v severni Italiji, in tam po dveh letih, 12. aprila 1939, izrekla prve redovne zaobljube ter postala s. Uršula (Orsolina). Že naslednji mesec, 21. maja 1939, so odšle ona in še tri sestre: s. Leta Pelliccioli, s. M. Evelina Fadin in s. Clarice Chiaromonte na prvo misijonsko postojanko. Ta sicer ni bila v tako želeni Afriki, ampak v Sveti deželi, v mestu Aman, v Tranjordanskem emiratu, ki je bil od leta 1921 pod britansko upravo, po drugi svetovni vojni pa je v državi Jordanija.
Po prihodu, 27. maja 1939, je bila misijonarka najprej 8 let v bolnišnici v Amanu, kjer je 12. aprila 1942 obnovila zaobljube in 17. aprila 1945 izrekla večne zaobljube v kapeli, ki je v povečani in prenovljeni bolnišnici ohranjena še nespremenjena.
Od 29. maja 1947 je leto in dva meseca, v tistih zelo težkih časih ustanavljanja države Izrael delala v dispanzerju na Sionu v Jeruzalemu. Zaradi nove meje, ki je potekala prav tam, so se sestre umaknile in s. Uršula je tri mesece začasno spet v Amanu.
Končno so jo 25. oktobra 1948, 35-letno, premestili v drugo bolnišnico, kakšnih 130 km južneje, v Karak (arabsko: Al Karak), kjer je bila izredo priljubljena med domačini, tudi beduini. Tam je ostala 17 let. Premestili so jo 17. oktobra 1965, spet v Aman, a le začasno, za 4 mesece.
Na zadnje misijonsko mesto je prišla 11. februarja 1966, 53-letna, v vrtec in center za duhovne vaje v Betaniji, kakšnih 5 km vzhodno od Jeruzalema, takrat v Jordaniji. Že naslednje leto je spet doživela vojno in Betanija je po šestnevni vojni prišla pod Izrael, a prebivalci so še danes arabsko govoreči Palestinci in tako kristjani kot muslimani zaupajo otroke sestram v varstvo in vzgojo. S. Uršula je pomagala v kuhinji, se srečevala z domačini in veliko molila na bližnjih svetih krajih v Jeruzalemu in Betlehemu, na starost pa predvsem v domači kapeli, kjer so jo večkrat obiskali tudi slovenski romarji. Čeprav je od svojega 23. leta živela daleč od domovine, je do zadnjega tekoče govorila slovensko in prek pisem, telefona, časopisov in nekaj obiskov ostajala povezana z domovino. V Betaniji je praznovala 50-letnico in tudi 60-letnico redovnih zaobljub in do konca leta 2000 ostala dejavna v sestrski skupnosti. Sestre so rade poudarjale, da je svetnica. Veliko je molila.
Po kratki a težki bolezni, raku, je umrla 27. februarja 2001, v bolnišnici v Amanu, prav tam, kjer je pred skoraj 61 leti začela svojo pot misijonarke v Sveti deželi.

## Navedki
»Zahvaljujem se ti, Gospod, da si me tako ljubil in mi pomagal. Srečna sem, da sem vedno verovala in upala vate. Zdaj sem stara, čutim, da mi moči pohajajo, tegobe se množijo in name ne morejo več računati. Gospod, pomagaj mi napraviti veliki korak ... Nebeška Mama, vate zaupam, primi me za roko in pospremi me tja gor in izroči me dobremu Jezusu.« -- iz oporoke, leta 1999.